# Ники Бът
Ники Бът (на английски: Nicky Butt) е бивш английски футболист, играл за Манчестър Юнайтед и Нюкасъл. Има 39 мача за Националния отбор на Англия. Роден е на 21 януари 1975 година в Манчестър (Англия). Завършва кариерата си в „Саут Чайна“.